# Lista över Perus presidenter

Presidentens flagga.

Enligt Perus konstitution från 1993, är Perus president, officiell titel "republikens president" (spanska: Presidente de la República), Perus statschef och representerar republiken i officiella internationella frågor. Mandattiden är fem år. Peru tillåter omval av en sittande president endast en gång. Därför är efter en omvalsperiod (dvs tio år vid makten) en sittande president förhindrad att kandidera. En tidigare president kan kandidera i efterföljande presidentval om han inte har suttit vid makten två gånger. 
Perus nuvarande president är Dina Boluarte som valdes 2022.
Regeringsskifte sker den 28 juli, vilket också är datum för självständigheten från Spanien och en nationell helgdag.

## Historia
Under sina mer än 180 år av självständighet har Peru styrts av de militära ledare som kämpade för självständighet, ledare för Stillahavskrigen, företrädare för aristokratin och demokratiskt valda ledare. Historien om presidentskapet har innehållit inbördeskrig, statskupper och våld.
Det har därför inte varit en sällsynt situation att presidenten någon gång varit tvungen att lämna slottet för att stävja ett uppror inom landet, och då lämnat över ansvaret till någon i palatset. Inte heller det faktum – ibland upprepat – att det förekommit två och till och med fler regerande presidenter på samma gång. 
Olika titlar har använts, såsom "Liberator i Peru" (som använts av José de San Martin), och "Supreme Protector" (av Andrés de Santa Cruz). 
- 1821–1822: José de San Martín
- 1822–1823: José de La Mar
- 1823:          Manuel Salazar y Baquíjano
- 1823:          José de la Riva Agüero
- 1823–1824: José Bernardo de Tagle
- 1824–1826: Simón Bolívar Palacios
- 1826–1827: Andrés de Santa Cruz y Calahumana
- 1827–1829: José de La Mar
- 1829–1833: Agustín Gamarra
- 1834:          Pedro Pablo Bermúdez
- 1834–1835: Luis José de Orbegoso
- 1835–1836: Felipe Santiago Salaverry
- 1837:          Andrés de Santa Cruz y Calahumana
- 1838–1841: Agustín Gamarra
- 1842:          Juan Crisóstomo Torrico
- 1842–1843: Francisco Vidal
- 1843:          Domingo Elías
- 1843–1844: Domingo Nieto
- 1844:          Justo Figuerola
- 1844:          Manuel Ignacio de Vivanco
- 1845–1851: Ramón Castilla
- 1851–1855: José Rufino Echenique
- 1855–1862: Ramón Castilla
- 1862–1863: Miguel de San Román
- 1863–1865: Juan Antonio Pezet
- 1865–1868: Mariano Ignacio Prado
- 1868:          Pedro Diez Canseco
- 1868–1872: José Balta
- 1872:          Mariano Herencia Zevallos
- 1872–1876: Manuel Pardo
- 1876–1879: Mariano Ignacio Prado
- 1879:          Luis La Puerta
- 1879–1881: Nicolás de Piérola
- 1881:          Francisco García Calderón
- 1881–1883: Lizardo Montero
- 1883–1886: Miguel Iglesias
- 1886:          Antonio Arenas
- 1886–1890: Andrés Avelino Cáceres
- 1890–1894: Remigio Morales Bermúdez
- 1894:          Justiniano Borgoño
- 1894–1895: Andrés Avelino Cáceres
- 1895–1899: Nicolás de Piérola
- 1899–1903: Eduardo López de Romaña
- 1903–1904: Manuel Candamo
- 1904:          Serapio Calderón
- 1904–1908: José Pardo y Barreda
- 1908–1912: Augusto B. Leguía y Salcedo
- 1912–1914: Guillermo Billinghurst
- 1914–1915: Oscar R. Benavides
- 1915–1919: José Pardo y Barreda
- 1919–1930: Augusto B. Leguía y Salcedo
- 1930–1931: Luis Miguel Sánchez Cerro
- 1931:          David Samanez Ocampo
- 1931–1933: Luis Miguel Sánchez Cerro
- 1933–1939: Oscar R. Benavides
- 1939–1945: Manuel Prado Ugarteche
- 1945–1948: José Luis Bustamante y Rivero
- 1948–1956: Manuel A. Odria
- 1956–1962: Manuel Prado Ugarteche
- 1962–1963: Ricardo Pérez Godoy
- 1963:          Nicolás Lindley
- 1963–1968: Fernando Belaúnde Terry
- 1968–1975: Juan Velasco Alvarado
- 1975–1980: Francisco Morales Bermúdez Cerrutti
- 1980–1985: Fernando Belaúnde Terry
- 1985–1990: Alan García Pérez
- 1990–2000: Alberto Fujimori
- 2000–2001: Valentin Paniagua Corazao
- 2001–2006: Alejandro Toledo Manrique
- 2006–2011 : Alan García Pérez
- 2011–2016 : Ollanta Humala
- 2016–2018 : Pedro Pablo Kuczynski
- 2018–2020: Martín Vizcarra
- 2020: Manuel Merino
- 2020–2021: Francisco Sagasti
- 2021–2022: Pedro Castillo
- 2022–: Dina Boluarte